# Distretto di Souk Ahras
Il distretto di Souk Ahras è un distretto della provincia di Souk Ahras, in Algeria.

## Comuni
Il distretto comprende 1 comune:
- Souk Ahras